# Amelita Baltar

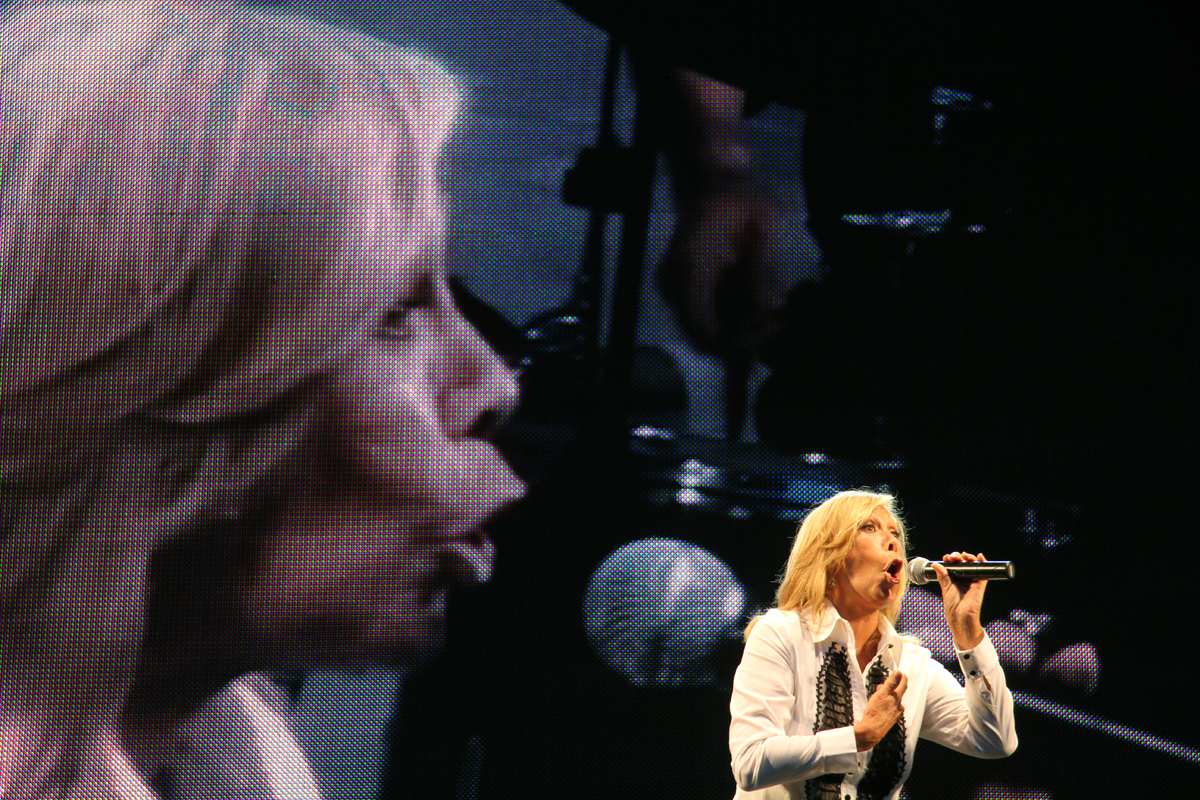
Amelita Baltar beim Tag des Tangos 2012

Amelita Baltar (* 24. September 1940 in Buenos Aires) ist eine argentinische Folk- und Tangosängerin.

## Leben
Baltar absolvierte eine Ausbildung als Lehrerin an der katholischen Hochschule La Annunziata. Sie hatte Gitarrenunterricht bei Vicente Di Giovanni und Gesangsunterricht bei María Contreras. Zweiundzwanzigjährig wurde sie Mitglied der Folk-Gruppe Quinteto Sombras, mit der sie mehrere Platten aufnahm, bevor sie 1968 ihr erstes Soloalbum veröffentlichte, mit dem sie den ersten Preis beim Festival del Disco in Mar del Plata gewann.
Astor Piazzolla wurde auf sie aufmerksam und bot ihr die Rolle der María in einer Aufführung seiner Oper María de Buenos Aires neben Héctor De Rosas an. In der Folgezeit sang sie alle Titel, die in der Zusammenarbeit von Piazzolla und dem Textdichter Horacio Ferrer entstanden, darunter die berühmte Balada para un loco. Sie trat mit Piazzolla in Argentinien und in Europa auf und sang im deutschen Fernsehen die Uraufführung des Oratoriums El Pueblo Joven, beim Festival Onda Nueva in Caracas La Primera Palabra (1972) und beim Maracanãzinho in Río de Janeiro Las Ciudades.
1973 realisierte sie in Argentinien mit großem Erfolg das Programm Tres Mujeres para el Show mit Susana Rinaldi und Marikena Monti. In den folgenden Jahren trat sie in Lateinamerika und Europa bei Konzerten, Festivals und im Fernsehen auf. 1978 spielte sie in Brasilien ein Album mit traditionellen Tangos ein. 1980 trat sie in der Musikkomödie El Club auf, einige Jahre später in einer Tango-Rock-Show mit Musik von Alberto Favero in Sao Paulo und Buenos Aires. 1988 präsentierte sie ihr neues Album Como Nunca in Argentinien und Chile.
Sie trat 1990 in der Kleine Komedie in Amsterdam und der Leidse Schowbourg in Leiden auf, 1991 beim 1ª Festival Nacional de Tango de Argentina in Cosquín. Im Folgejahr sang sie am Teatro General San Martin in Buenos Aires und beging mit dem Konzert Amelitango ihr dreißigjähriges Jubiläum als Sängerin. 1994 nahm sie ein Album mit Musik von Piazzolla auf und gab zwei Konzerte im Auditorium Des Halles in Paris. 1996 sang sie in der von ihrer eigenen Karriere inspirierten Show Tangamente, die im Folgejahr am Theatro Municipal de São Paulo und dem Teatro Nacional de Brasilia aufgeführt wurde.
Mit dem Orquesta de Tango de Buenos Aires trat sie 1997 am Teatro San Martin in Guadalajara, Mexico, auf, 1998 sang sie beim Banlieues Blues Festival in Paris. 2001 erschien ihre CD Amelita de Todos los Tangos bei Warner Music, und ihre Fernsehshow Amelitango, die live in Argentinien und anderen lateinamerikanischen Ländern lief, wurde vom Kongress in Buenos Aires als kulturell wertvoll ausgezeichnet. Sie trat mit der Show in der Schweiz, Holland, Frankreich und Finnland auf und präsentierte in der Türkei die Show La diva del tango.

## Diskografie
- Para usted... (1968)
- María de Buenos Aires (1969)
- Amelita Baltar con Piazzolla y Ferrer (1970)
- La bicicleta blanca (1971)
- Piazzolla, Baltar, Ferrer (1972)
- Cantándole a mi tierra (1973)
- Nostalgias (1978)
- Como nunca (1989)
- Tangamente (1993)
- Amelita Baltar (1994)
- Balada para un loco (1994)
- Baltar com Piazzolla (1995 ed. Brasil)
- Astor Piazzolla Colección (1998 Ed. Germany)
- Leyendas (1999)
- Referencias (1999)
- Amelita de todos los tangos (2001)